# M60-UCD1
M60-UCD1 — ультракомпактная карликовая галактика, находящаяся в 54 млн световых лет от Солнца, рядом с галактикой M60 (NGC 4649) в скоплении Девы. Половина её звёздной массы находится в центральной сферической области диаметром 160 световых лет.

## Характеристики

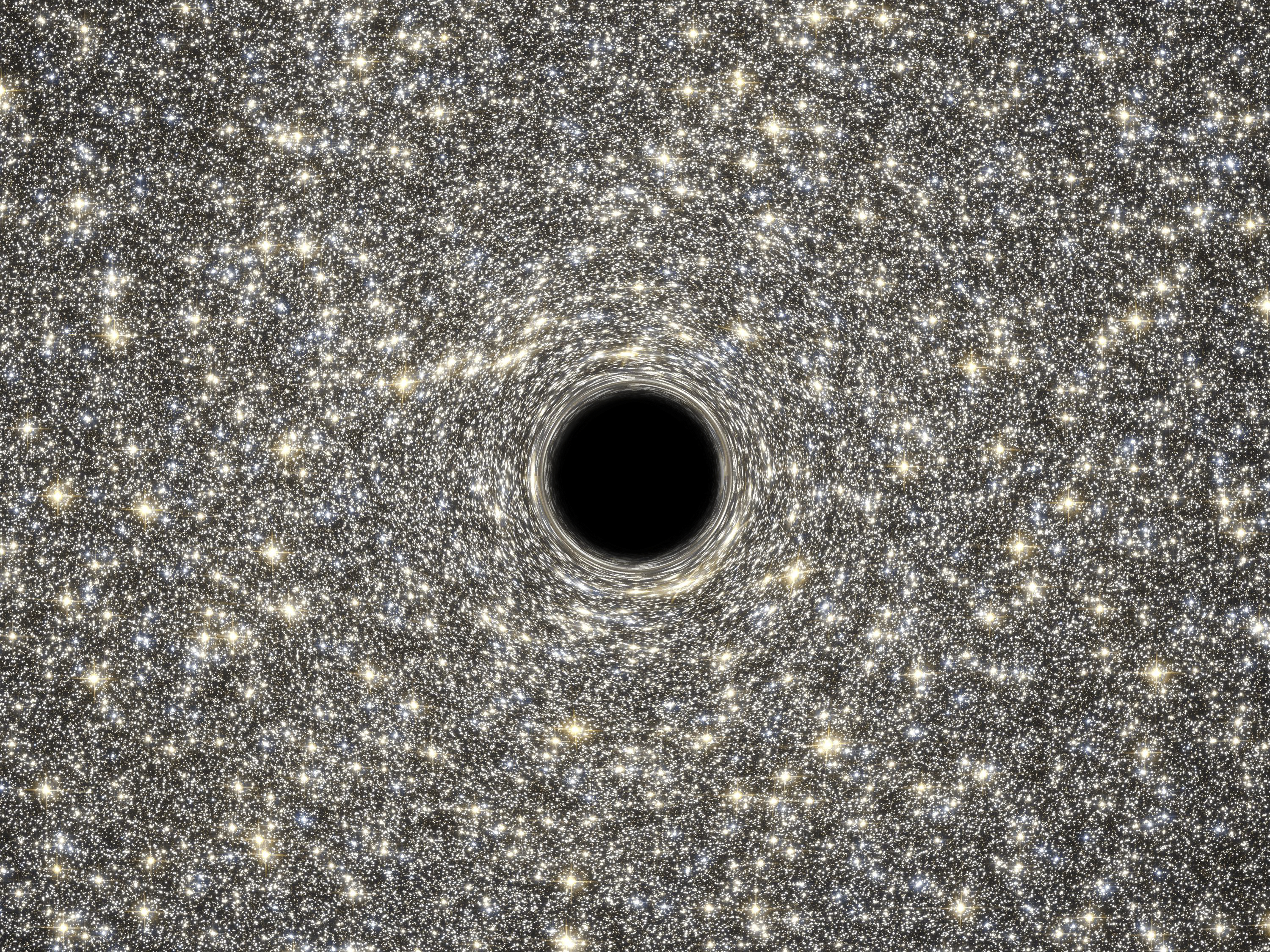
Сверхмассивная чёрная дыра в центре M60-UCD1 в представлении художника.

Масса M60-UCD1 составляет 140 миллионов солнечных масс. Цвета и отсутствие градиентов цвета указывают на однородное звёздное население возрастом около 14,5 ± 0,5 млрд лет
 (неотличимо от возраста Вселенной). Их металличность примерно равна металличности Солнца. Дисперсия орбитальных скоростей самых внутренних звёзд превышает 100 км/с вследствие сильного притяжения центральной сконцентрированной массы. Галактическое ядро содержит яркий и переменный источник рентгеновского излучения, предположительно, сверхмассивную чёрную дыру с массой 20 миллионов солнечных масс (15 % массы всей галактики). При таком отношении массы чёрной дыры к массе всей галактики M60-UCD1 является одной из галактик с наиболее сильным доминированием чёрной дыры.
Считается, что M60-UCD1 является ядром гораздо более массивной галактики, которая потеряла значительную долю вещества при взаимодействии с галактикой M60 около 10 млрд лет назад. Возможно, M60-UCD1 будет полностью поглощена галактикой M60, при этом центральные чёрные дыры двух галактик сольются. Возможно, ранее M60-UCD1 содержала около 10 млрд звезд.

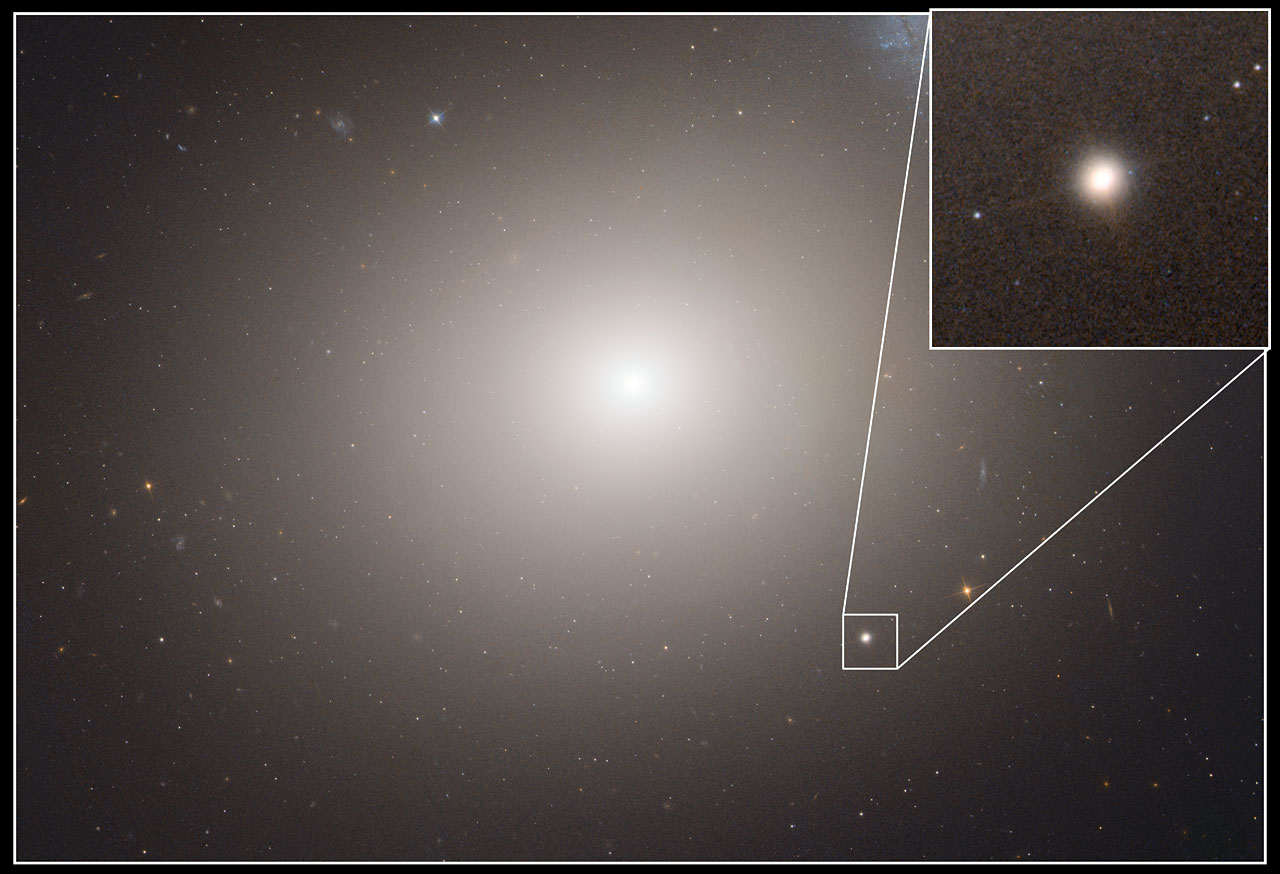
Гигантская эллиптическая галактика M60 и её спутник, галактика M60-UCD1

По состоянию на 2013 год являлась самой плотной из известных галактик: концентрация звёзд составляет более 100 на кубический световой год. По состоянию на 2014 год M60-UCD1 являлась наименьшей по размерам и массе галактикой, содержащей центральную чёрную дыру, также она считалась наиболее массивной из известных ультракомпактных карликовых галактик. По состоянию на 2015 год данную галактику превосходят по плотности M85-HCC1 и M59-UCD3.